# 佩魯什蒂察市鎮

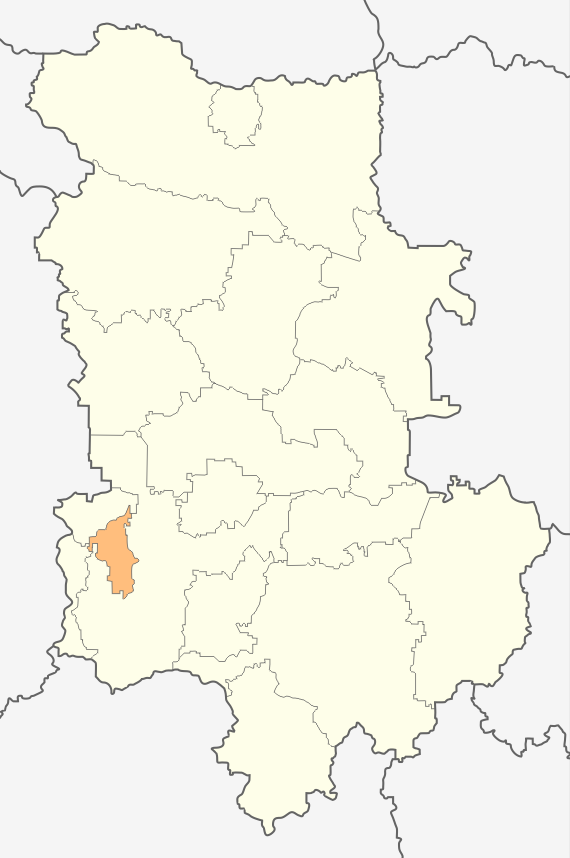

佩魯什蒂察市，是保加利亞的城鎮，位於該國中部，由普羅夫迪夫州負責管轄，首府設於佩魯什蒂察，面積48.72平方公里，人口5,129，人口密度每平方公里105.28人。
42°03′N 24°33′E / 42.05°N 24.55°E